# 洗足
洗足（日语：／ Senzoku */?）是日本東京都目黑區的地名。現行行政地名為洗足一丁目與二丁目。2013年7月為止的人口有5,594人。郵遞區號152-0012。

## 地理
位於目黑區南端，鄰接大田區與品川區。環七通與東急目黑線立體交差附近為洗足站。東北、北、西鄰原町、西側一部分接南，東側接品川區小山與旗之台，西南側連大田區北千束。二丁目是田園都市 (企業)（現在的東急）出售的洗足田園都市（現在目黑區洗足二丁目、品川區小山七丁目）一部分，戰前形成的高級住宅區。此外此地也是德仁親王妃（舊姓小和田）雅子出身地。

## 歷史
此地過去屬舊荏原郡碑文谷村。1924年（大正13年）目黑蒲田電鐵洗足站開通後，「洗足」成為地名。
這一帶在大正時代初期以前是濕地與林地交錯的未開發區域。之後田園都市株式會社在碑衾村（目黑區）、平塚村（品川區）、馬込村（大田區）進行廣達33萬平方公尺的住宅區開發。大正11年（1922年），洗足田園都市開始出售。隔年目蒲線開通、洗足站開業，此地逐漸成為著名的高級住宅區。

### 地名由來
洗足的地名來自東急目黑線的洗足站，而田園都市株式會社在洗足站開業前所出售的「洗足田園都市」（現在目黑區洗足二丁目、品川區小山七丁目）則是站名的由來。
「洗足」傳聞是源自於傳說中日蓮曾洗腳的洗足池，現在位在700公尺遠的大田區南千束。

## 交通

### 鐵路
町內有東急目黑線洗足站，是目黑線唯一在目黑區的車站。也可利用相鄰的西小山站（品川區小山）。

### 巴士
東急巴士
- 澀71 澀谷站～目黑區總合廳舍前～洗足站：有洗足站、區立九中前、原町交番前、洗足學園前等巴士站。

### 道路
町內僅有區道。

## 施設
- 目黑區立第九中學校
- 東急商店（日语：東急ストア）
- 三井住友銀行洗足支店
- 目黑原町郵便局
- 目黑區立洗足圖書館

## 備註
1. ↑  .   [2013-08-05]. （原始内容存档于2020-05-03）.
2. ↑  目黒の地名　洗足（せんぞく） 的存檔，存档日期2011-07-17.
3. ↑  .   [2013-08-05]. （原始内容存档于2019-11-30）.